# إدوارد لير

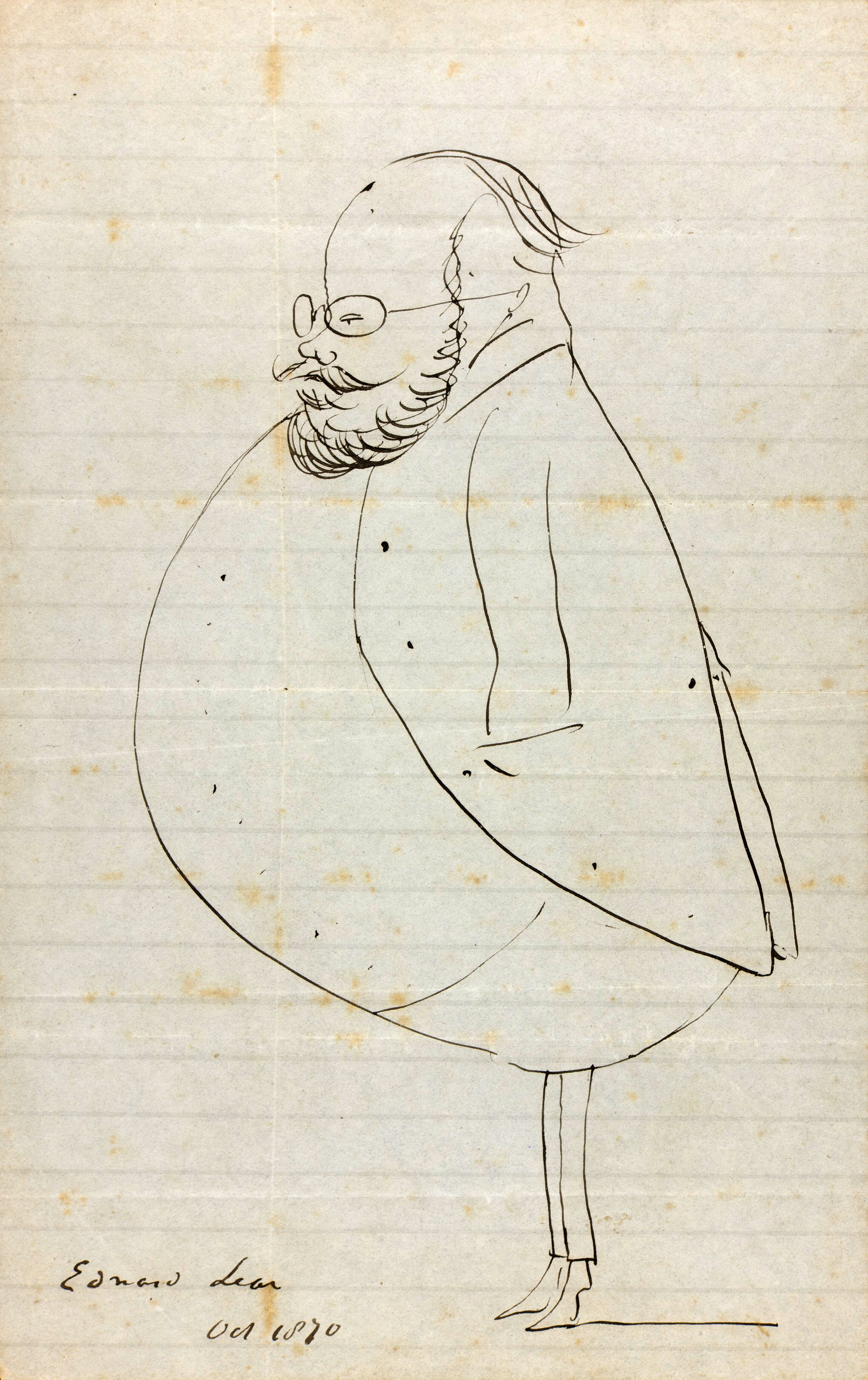

إدوارد لير (بالإنجليزية: Edward Lear) (1812 - 1888 م). مؤلف وفنان إنجليزي، اشتهر بقصائده الهزلية الموجهة للأطفال. يُعدُّ ديوانه الأول كتاب السفاسف (1846 م) من روائع أدب الأطفال في الغرب. وقد أصبحت أشهر قصائده البومة والهريرة (1871 م) أثرًا أدبيًا من الطراز الأول. اشتهر لير بشكل خاص بأشعاره القصيرة المقفاة المسماة الخماسيات الفكاهية قصيدة اللمريكة.
وُلد لير في لندن وبدأ يتكسب رزقه في سن الخامسة عشرة عن طريق رسم الطيور والقيام بأعمال فنية أخرى. اكتسب لير الشهرة بوصفه فنانًا في التاريخ الطبيعي بكتابه الأول لرسوم الببغاوات المنشور عام 1832 م.
وأصبح معروفًا أيضًا برسومه المفصلة للمناظر الطبيعية. وفي أواسط ثلاثينيات القرن التاسع عشر الميلادي، وبينما كان لير يرسم ويلون لكسب رزقه، بدأ يكتب شعر السفاسف للأطفال. لكن شيءًا من شعره لم ينشر حتى 1846 م. وقد رسم لير كثيرًا من الرسوم الإيضاحية لكتبه.

## روابط خارجية
- إدوارد لير على موقع IMDb (الإنجليزية)
- إدوارد لير على موقع الموسوعة البريطانية (الإنجليزية)
- إدوارد لير على موقع ميوزك برينز (الإنجليزية)
- إدوارد لير على موقع إن إن دي بي (الإنجليزية)
- إدوارد لير على موقع ديسكوغز (الإنجليزية)